# Caligoplagusia okinawa
Caligoplagusia okinawa — вид прісноводних крабів родини Plagusiidae. Описаний у 2024 році.

## Розповсюдження
Ендемік Японії. Описаний на основі зразків самця та самиці, зібраних у напівзатопленій морській печері на вапняковому березі острова Окінава.

## Опис
Вид найбільше схожий на представників Euchirograpsus та Miersiograpsus у тому, що передній край не має глибокої сублатеральної щілини, що прилягає до орбіти, але значно відрізняється субгексагональною формою передньолатерального краю панцира з трьома зубами, включаючи зовнішній орбітальний зуб, переднім краєм амбулаторної мери, кожен озброєний рядом великих зубів, і сильно зменшеними очима. Блідий колір тіла, зменшені очі, дуже подовжений джгутик вусиків і довгі рухливі ноги є типовими пристосуваннями крабів до життя в печерах. Це перший печерний відомий вид з родини Plagusiidae.